# Karakol
Karakol er en by i det nordøstlige Kirgisistan med et indbyggertal på 85.588 (2022). Byen blev grundlagt i 1859 og ligger lige øst for landets største sø Issyk-Kul.